# 长花链珠藤
长花链珠藤（学名：Alyxia forbesii）为夹竹桃科念珠藤属的植物。分布在印度尼西亚、马来西亚以及中国大陆的云南等地，生长于海拔1,300米的地区，多生于山谷中，目前尚未由人工引种栽培。

## 异名
- Alyxia forbesii King et Gamble